# Жорж Кандилис
Жорж Кандилис (на гръцки: Γεώργιος Κανδύλης; на френски: Georges Candilis) е френски архитект и урбанист.

## Биография

### Произход и детство
Роден е на 29 март 1913 г. в Баку, тогава част от Руската империя. Баща му е с понтийски произход от Трапезунд, а майка му е родом от гръцкия остров Хиос. В мемоарните си записки Кандилис описва Октомврийската революция и влизането на Червената армия в Баку в радостни цветове. Но по-късно баща му е арестуван, майка му се разболява, умира по-малкият му брат. Още като юноша Кандилис заминава със семейството си в Гърция, където научава добре гръцки език и получава гръцко гражданство. Завършва 3-та гимназия в атинския район Колонаки.

### Образование и първи проекти в Гърция
През 1931 – 1936 г. Кандилис следва във Факултета по архитектура на Националната мецовска политехника при преподавателите Анастасиос Орландос и Димитрис Пикионис. Като студент той присъства на исторически за архитектурата събития.
Прочутият френско-швейцарски архитект Льо Корбюзие инициира организирането на международни „конгреси по съвременна архитектура“ (на френски: Congrès international d'architecture moderne; CIAM). IV Международен конгрес се провежда в Атина през 1933 г., който завършва с приемането на т.нар. „Атинска харта“. (Всъщност конгресът започва на борда на гръцкия параход „Патрис“, по време на рейса му от Марсилия към Пирея и продължава и завършва в Атина.)
После завършването на следването си Кандилис открива свое архитектурно бюро на площад „Омония“ и в същото време работи като помощник на Иоаннис Деспотопулос в Националната мецовска политехника. През октомври 1940 г. Кандилис е призован в гръцката армия и взима участие в Итало-гръцката война.

### Кариера във Франция
През 1945 г. Кандилис е сред 95-те гръцки интелектуалци, главно с леви политически убеждения (сред тях и бъдещия композитор Янис Ксенакис и скулптора Мемос Макрис), на които Октавий Мерлие, директор на френския институт в Атина осигурява стипендии на френското правителство и възможност да напуснат потъващата в гражданска война след британската военна интервенция Гърция. Кандилис пристига в Париж и скоро е приет като сътрудник в архитектурното бюро на Льо Корбюзие, който му поверява скоро ръководенето на ASCORAL (Асоциацията на строителите на архитектурни иновации).
През 1951 – 1952 г., в сътрудничество с Шадрах Удс и Анри Пио Кандилис оглавява компанията „Atbat-Afrique“, с щабквартира в Танжер, и печели световна известност, проектирайки жилищните комплекси „Sémiramis“ и „Nids d’abeille“ в град Казабланка.
През 1953 г. в процеса на организацията на IX Международен конгрес по съвременна архитектура заедно с Джанкарло Де Карло, Алдо ван Ейк, Смитсън Алисън, Смитсън Питър и Шадрах Удс Кандилис става част от групата Team X, чиято дейност е наследник на идеите на Световните конгреси по съвременна архитектура след прекратяването им през 1959 г.
През 1954 г. заедно с Алексис Йосич и Шадрах Удс Кандилис открива бюро в Париж. Малко по-късно заедно печелят конкурса „Opperation Million“. Оттам нататък цели 15 години те са водещото архитектурно бюро във Франция с мащабни проекти като новия град Мирай край Тулуза (1961 – 1971) и разширяването на град Баньол сюр Сез (1956 – 1961).
През 1965 г., с подкрепата на студентите, Кандилис е избран за професор в Националното висше училище за изящни изкуства (на френски: École nationale supérieure des Beaux-Arts), в което преподава и след събитията от май 1968 година, докато много други професори са изгонени. При това Кандилис е първият преподавател чужденец и единственият преподавател, който не е възпитаник на училището. Заедно с това Кандилис изнася лекции из университети из цяла Франция и в Европа.
През 1969 г. съвместната му работа с Йосич и Удс завършва и Кандилис продолжава като независим архитект.
През 1979 г. е назначен за член на Висшия комитет за култура при френското правителство.
Умира на 10 май 1995 г. в Париж.

## Кандилис и България
Участва в първото и второто издание на Международното биенале на архитектурата „Интерарх“ през 1981 и 1983 г., както и дистанционно в основаната в София през 1987 г. Международна архитектурна академия, наред с редица други известни архитекти.
В броя за ноември/декември 1984 г. на българското списание „Наш дом“ Кандилис е широко представен в рубриката „Бележити архитекти“.

## Творчество
Сред проектите на Жорж Кандилис са предградието на Тулуза Льо Мирай (1962 – 1977), различни училища във Франция, почивни лагери и селища във Франция и в други европейски страни. Важно място в творчеството му заема градоустройственият доклад за развитие на Атина във връзка с предложението да бъде домакин на Олимпийските игри през 1996 г. За домакин през 1996 г. е избран град Атланта в САЩ, а Атина печели едва домакинството на олимпиадата през 2004 г., но с вариант на проекта на Кандилис.

## По-значими проекти
- 1945 – 1952 – сътрудник на Льо Корбюзие в проектирането на градовете спътници на Марсилия
- 1951 – 1952 – сградите „Sémiramis“ и „Nids d’abeille“ в квартала Carrières centrales на град Казабланка

### Архитектурно бюро Candilis-Josic-Woods
- 1955 – селището „Le village“ в Парсан (департамент Вал д'Оаз)
- 1956 – 1961 – главен архитект по разширяването на град Баньол сюр Сез (департамент Гар), по поръчка на КАЕ
- 1956 – 1962 – квартала „Emmaüs“ на улица „De l'étoile“ в Бобини (735 жилища)[5]
- 1957 – квартал „Пиер Монтие“ в Льо Блан Менил (департамент Сен Сен Дени)
- 1957 – 1960 – жилищния комплекс и закрития пазар в Боа Коломб (департамент О дьо Сен)
- 1957 – квартала „Emmaüs“ в Олне су Боа (департамент Сен Сен Дени) (250 жилища)
- 1958 – 1962 – жилищните „кули“ на улиците „Gabriel-Péri“ и „Célestin-Alphonso“ в Иври сюр Сен (департамент Вал дьо Марн).
- 1959 – жилищните сгради по улица „Léon-Martine“ в Шатне Малабри (департамент О дьо Сен)
- 1959 – 1962 – жилищния комплекс „La Viste“ в Марсилия (1000 апартамента)
- 1959 – 1962 – луксозните жилищни сгради „Résidence Vaugirard Mathurin Régnier“ по улиците „Vaugirard“ и „Mathurin Régnier“ в XV арондисман на Париж
- 1961 – жилищния комплекс „Cité du Soleil“ в Авиньон
- 1961 – 1966 – проектирането на зоната за градско развитие на предградието Мирай в Тулуза
- 1961 – проектирането на жилищното развитие на региона Маноск (департамент Алп дьо От Прованс), в рамките на програмата „Patrimoine du XXe siècle“)
- 1961 – 1962 – френското начално училище в Женева[6]
- 1962 – зимния спортен курортен комплекс в Сен Мартен дьо Белвил (департамент Савоа)
- 1964 – църквата „Благовещение Богородично“ в Сен Жулиен Лар (департамент Виен)
- 1964 – жилищния комплекс „Le Clos d’Orville“ в Ним
- 1965 – промишлената зона Les Bruyères в Севър (департамент О дьо Сен)
- 1967 – 1975 – Университета Toulouse II в района Мирай
- 1969 – Берлинския свободен университет

### Лични проекти
- 1964 – 1972 – курорти в Порт Льокат и в Порт Баркарес (в департаментите Од и Източни Пиренеи)[7]
- 1970 – Факултета по архитектура на Тулузкия университет
- 1970 – квартала Рю де Во в Езанвил
- 1972 – курорта Парк Масолен в Рокебрюн – Кап Мартен на Лазурния бряг
- 1975 – жилищния комплекс „Résidence de France“ в Хавър

## Галерия
- Кампус на Тулузкия университет в Льо Мирай (1967 – 1975)
- Кампус на Тулузкия университет в Льо Мирай
- Менза на Тулузкия университет в Льо Мирай
- Амфитеатрална аудитория на Тулузкия университет в Льо Мирай
- Жилищен блок 918 в берлинския квартал Райникендорф (1967 – 1971)